# Marcelo Zamboni
Marcelo Jorge Zamboni (n. Buenos Aires, 23 de junio de 1956) es un poeta y escritor argentino.
En 1988 publica sus primeras cuentos (Cuentistas Premiados EUDEBA 1988) (Primer Premio Revistas Literarias y Hojas de Poesía. Revista Dos Puntos. 1990) (Antología de Cuentos La Gallina Degollada.1994). Su producción narrativa se enmarca en la ficción contemporánea teniendo como temas principales en sus primeros libros ("Generala Servida". Novela 1988 / "Los primeros fríos". Novela 1989) el amor, la amistad y el exilio voluntario, en la realidad política y económica de Argentina. Posteriormente explora el suspenso de corte policial/fantástico, la decepción de los sistemas políticos y el autoritarismo. En 1991 publica (GEL Editores) "Moriré una mañana de verano en Nueva York", novela epistolar recibida favorablemente por la crítica. Esta novela es reeditada en 1997 por Editorial Perfil.
Finalista del Premio Planeta 1994 con la novela "Barder". En 2001 "Barder" vuelve a ser finalista del Premio Clarín de Novela. 
En 1997 publica "Gardel" novela policial basada en el famoso cantor de tangos argentino. Ésta novela ganó el Premio de Novela del Fondo Nacional de las Artes (1996) y previamente el Premio Nacional Iniciación. Contribuye con poemas en distintas revistas literarias. En 1998 es finalista del Premio de Novela La Nación con la novela "El Sueño de la Razón" (Mención de Honor) que narra la búsqueda de un monstruo en el lago Puelo en 1920 por el entonces director del Jardín Zoológico de Buenos Aires, Don Clemente Onelli. 
Ese mismo año recibe una Mención de Honor en el concurso de Novela del Fondo Nacional de las Artes por su obra "Fabourg Sentimental" que conforma la segunda parte de la trilogía que comienza con "Moriré una mañana de verano en Nueva York" y finaliza con "Frankfurt-Buenos Aires".
En 2005 es nuevamente finalista del Premio Clarín de Novela pero con "Las Lluvias del MetSat". Esta novela también es finalista en 2010 de la 3.ª Edición Premio Internacional de Novela "Letra Sur". "Las Lluvias del MetSat" es una novela de corte futurista que conforma una trilogía con "Las Nieves del GeoTer" (segunda parte) y "Los vientos del MetOf (tercera parte). 
Conduce desde 2020 el Podcast "Lecturas desde Santa María de los Buenos Ayres". Podcast de lecturas de sus novelas, relatos y poemas, escuchado en más de 50 países y todos los continentes.

## Obras
Obras publicadas: 
- Moriré una mañana de verano en Nueva York. GEL editores 1991. Editorial Perfil 1997
- Gardel (Novelas de la Historia), 1996. Editorial Perfil.

Obras inéditas.
- Generala Servida. Novela. 1988
- Los Primeros Fríos. Novela. 1989
- Barder. 1994.
- El Sueño de la Razón. 1998.
- Fabourg Sentimental 1995
- La Región Volcánica del Toro 1997
- Querido Público 2002
- Las Lluvias del MetSat 2005
- Las Nieves del Geoter 2011
- Serpientes. 2022.
- Mis libros, mis mujeres, mi psiquiatra y otros errores. 2022.